# Half moon
Half Moon (Kurdiska: Nîwe Mang/Nîvê Heyvê) är en film skapad av den kurdiska regissören Bahman Ghobadi, 2006. 

## Priser
1. People's choice Award, International Competition, Istanbul International Film Festival, 2007.
2. Best Cinematography, San Sebastián International Film Festival, 2006.
3. FIPRESCI Prize, San Sebastián International Film Festival, 2006.
4. Golden Seashell, San Sebastián International Film Festival, 2006.